# Mivcar Jechi'am
Národní park Mivcar Jechi'am (hebrejsky: גן לאומי מבצר יחיעם, Gan le'umi Mivcar Jechi'am, doslova Národní park Jechi'amská pevnost) je národní park v Izraeli, v Severním distriktu.

## Geografie
Leží v nadmořské výšce necelých 400 metrů na pahorcích Horní Galileji, které na jižní straně spadají do údolí vádí Nachal Jechi'am. Park se nachází cca 6 kilometrů jihozápadně od města Ma'alot-Taršicha, na jižním okraji vesnice Jechi'am.

## Popis parku
Národní park je významnou archeologickou lokalitou známou též arabsky jako Chirbet Džidin. Křižáci ji nazývali Judyn. Sestávala z pevnosti postavené zde křižáky ve 12. století, později pobořené Saladinem. Koncem 18. století ji opravil Daher el-Omar, lokální arabský vládce. Pak byla opět pevnost opuštěna. Do roku 1948 v prostorách zříceniny pobývali arabští Beduíni z klanu Arab al-Suvajtat. Roku 1946 se severně od pevnosti usadili Židé v osadě dnes nazývané Jechi'am. Během války za nezávislost v roce 1948 byl Jechi'am obležen okolními Araby. 20. ledna 1948 ho napadlo přes 400 arabských ozbrojenců a osm obránců osady bylo zabito. Další útok se podařilo osadníkům odrazit 9. března. Padli tehdy tři Arabové.